# Clémentine (serie animata)
Clémentine è una serie TV di disegni animati francese in co-produzione giapponese creata da Bruno-René Huchez e prodotta da Narcisse X4, IDDH, Antenne 2 (oggi France 2), e Télé Hachette nel 1985; si compone di 39 episodi in due stagioni. Questa serie narra di una bambina di dieci anni costretta su una sedia a rotelle.

## Ideazione
L'ideatore della serie, Bruno-René Huchez, per la realizzazione del soggetto e delle storie, si è basato sui suoi ricordi personali. In giovane età gli accadde di essere molto ammalato, e costretto a letto. Sua madre, per risollevarlo, soleva raccontargli ogni genere di favole. Questi eventi servirono poi per immaginare questa storia. Clémentine è una delle rare serie animate che ha per protagonista una persona affetta da disabilità.

## Trama
La storia è ambientata a inizio '900, negli anni venti. Clementine è la figlia di Alex, un pilota francese eroe di guerra, che ha allevato da solo lei e suo fratello Matteo (Petit boy). Un giorno Clementine e suo padre Alex sorvolano un circo il cui direttore, Mollache, maltratta animali e circensi; la piccola decide, insieme ai suoi amici, di liberare gli animali; così facendo ostacola i piani di Mollache, che si rivela essere un servo del demone Malmoth. Malmoth si vendica, e provoca un incidente aereo che fa perdere a Clementine l'uso delle gambe. Non pago di questa menomazione, Malmoth sostituisce il medico che dovrebbe operarla con un impostore che ha la consegna d'ucciderla. L'impostore viene smascherato, e Clementine si affligge, disperando di poter tornare a camminare. In seguito Clementine riceve la visita di Chimera, un'entità benefica misteriosa, che appare come una donna con i capelli viola; Chimera le fa il dono di viaggiare nel mondo dei sogni tramite la sua bolla magica; in questa dimensione immaginaria Clementine, accompagnata dal gatto volante Elica, può camminare e, sotto l'egida di Chimera, sventare ripetutamente i piani di Malmoth, incontrando famosi personaggi storici e di fantasia, come Aladino, Oliver Twist, Charles Lindbergh, e altri ancora. Clementine viaggia anche nel mondo reale, alla ricerca di una cura, e i suoi viaggi fantastici si correlano ai suoi viaggi reali, facendole incontrare i personaggi dell'immaginario nei loro luoghi d'origine (per esempio incontra Pinocchio in Italia). Gradualmente questa medicina dell'immaginario restituisce a Clementine la voglia di vivere, e lo spirito necessario per combattere contro il vendicativo Malmoth nel mondo reale e non solo in quello fantastico.

## Critiche e controversie
In seguito al suo successo in Francia e altrove (Europa, Russia, Cina, America Latina, Turchia) la serie si è guadagnata numerose critiche, per la relativa violenza di certe sue scene, difficili da seguire per i giovani bambini. Particolarmente durante i frequenti interventi del demone Malmoth, il cui terrificante corpo è costituito da fiamme, che cerca in ogni modo di uccidere Clementine, chiave della sua distruzione; per farlo le scaglia contro degli uomini maledetti, che vivono in un regno infernale al quale ritornano dopo essere periti in azione; la loro vera forma è solitamente quella di teste e volti umani combinati con forme animali repulsive (vermi, insetti, dinosauri ecc...).
Analogamente criticate le vicissitudini di Clementine lungo il filo narrativo, come la sua malattia o la perdita dei suoi cari, che sono state giudicate inappropriate per una serie animata destinata a priori ai fanciulli. Tuttavia altri considerano positivamente gli stessi eventi, ritenendoli sviluppati in maniera intelligente, senza verecondia né eccessi di sentimentalismo, in rapporto ad altre serie animate diffuse nella stessa epoca.
Per altro, con lo scorrere degli episodi e dei paesi attraversati, la serie si rivela assai ricca di simboli e riferimenti culturali, che i giovani bambini difficilmente sono in grado di comprendere; in particolare negli ultimi episodi, con paesi come Egitto e Giappone, cosicché sembra talora più accessibile agli adulti che ai bambini.

## Episodi
| n°         | Titolo italiano                          | Titolo originale                                                                     | Prima TV Francia | Prima TV Italia |
| ---------- | ---------------------------------------- | ------------------------------------------------------------------------------------ | ---------------- | --------------- |
| Stagione 1 |                                          |                                                                                      |                  |                 |
| 1          | Il perfido Molla                         | Le sinistre Mollache                                                                 | 2 ottobre 1985   | 1988            |
| 2          | La fuga in pallone                       | La fuite en ballon                                                                   | 1985             | 1988            |
| 3          | L'incidente                              | L'accident                                                                           | 1985             | 1988            |
| 4          | La vendetta di Malmoth                   | La vengeance de Malmoth                                                              | 1985             | 1988            |
| 5          | L'operazione del diavolo                 | L'opération du diable                                                                | 1985             | 1988            |
| 6          | Clementine in Italia: La festa a Venezia | Clémentine en Italie: La fête à Venise                                               | 1985             | 1988            |
| 7          |                                          | Clémentine en Italie: La fosse aux murènes                                           | 1985             | 1988            |
| 8          |                                          | Clémentine en Allemagne: La maison de gâteau                                         | 1985             | 1988            |
| 9          |                                          | Clémentine en Allemagne: Le secret du miroir                                         | 1985             | 1988            |
| 10         |                                          | Clémentine en Angleterre: Le bébé sauvé des eaux                                     | 1985             | 1988            |
| 11         |                                          | Clémentine en Angleterre: La chasse à l'homme                                        | 1985             | 1988            |
| 12         |                                          | Clémentine en Suède: À la recherche de Nils Holgersson                               | 1985             | 1988            |
| 13         |                                          | Clémentine en Suède: Les veuves rouges                                               | 1985             | 1988            |
| 14         |                                          | Clémentine en Afrique: Le petit roi de la jungle ou Mohann, l'enfant de la jungle    | 1985             | 1988            |
| 15         |                                          | Clémentine en Afrique: L'herbe de vie                                                | 1985             | 1988            |
| 16         |                                          | Clémentine au pays des Mille et une Nuits: Pour les beaux yeux d'une princesse       | 1985             | 1988            |
| 17         |                                          | Clémentine au pays des Mille et une Nuits: Clémentine, général de l'armée des sables | 1985             | 1988            |
| 18         |                                          | Clémentine au Canada: La cabane des Batifole                                         | 1985             | 1988            |
| 19         |                                          | Clémentine au Canada: Les Gorges des Mille-Échos                                     | 1985             | 1988            |
| 20         |                                          | Clémentine en Espagne: L'or et la peste                                              | 1985             | 1988            |
| 21         |                                          | Clémentine en Espagne: L'armada des Toros                                            | 1985             | 1988            |
| 22         |                                          | Clémentine en Égypte: La cité de l'Horizon                                           | 1985             | 1988            |
| 23         |                                          | Clémentine en Égypte: Le voyage au pays des morts                                    | 1985             | 1988            |
| 24         |                                          | Clémentine au Japon: La voie du Sabre                                                | 1985             | 1988            |
| 25         |                                          | Clémentine au Japon: La peur vaincue ou La guérison de Clémentine                    | 1985             | 1988            |
| 26         |                                          | La guerre des grouillants                                                            | 1985             | 1988            |
| Stagione 2 |                                          |                                                                                      |                  |                 |
| 27         |                                          | La drôle de guerre                                                                   | 7 ottobre 1987   | 1988            |
| 28         |                                          | La mort au bout du monde                                                             | 1987             | 1988            |
| 29         |                                          | La ligne                                                                             | 1987             | 1988            |
| 30         |                                          | Le courrier des Amériques                                                            | 1987             | 1988            |
| 31         |                                          | Ginette as de pique                                                                  | 1987             | 1988            |
| 32         |                                          | Les aviontures du père Tompier                                                       | 1987             | 1988            |
| 33         |                                          | La fiancée de Malmoth                                                                | 1987             | 1988            |
| 34         |                                          | Le dragon dans les nuages                                                            | 1987             | 1988            |
| 35         |                                          | Le fou des steppes                                                                   | 1987             | 1988            |
| 36         |                                          | Le chant d'amour                                                                     | 1987             | 1988            |
| 37         |                                          | Clémentine superstar                                                                 | 1987             | 1988            |
| 38         |                                          | Malmotha                                                                             | 1987             | 1988            |
| 39         |                                          | Le dernier voyage                                                                    | 1987             | 1988            |

## Doppiaggio
| Personaggi         | Doppiatori originali          | Doppiatori italiani |
| ------------------ | ----------------------------- | ------------------- |
| Clémentine         | Céline Monsarrat              | Paola Tovaglia      |
| Matteo (Petit Boy) | Francette Vernillat           | Veronica Pivetti    |
| Elica              | Monique Tarbès Laurence Badie | Anna Bonel          |

## Sigla
La sigla della serie nell'adattamento italiano è quella originale francese, ma contrariamente che in patria, essa non venne trasmessa per intero, ma solo due pezzi dalla durata di sette secondi per le sigle di apertura e di chiusura.